# La Fête joyeuse
Pour plus de détails, voir Fiche technique et Distribution.

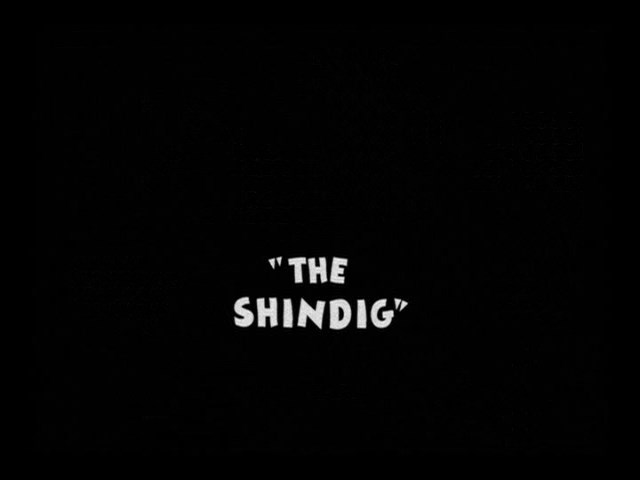
La Fête joyeuse (The Shindig)

La Fête joyeuse (The Shindig) est un court métrage de Mickey Mouse sorti le 11 juillet ou 29 juillet 1930.

## Synopsis
Mickey et Minnie Mouse se retrouvent à nouveau dans une fête à la campagne. Minnie joue du piano tandis que Mickey change plusieurs fois d'instruments. Il joue du violon, des percussions et de l'harmonica. Il exécute aussi une danse avec une importante truie, Patrice Pig.

## Fiche technique
- Titre original : The Shindig
- Autres titres :
  - France : La Fête joyeuse
- Série : Mickey Mouse
- Réalisateur : Burt Gillett
- Animateur : Dick Lundy
- Voix : Walt Disney (Mickey), Marcellite Garner (Minnie)
- Producteur : Walt Disney, John Sutherland
- Distributeur : Columbia Pictures
- Date de sortie : 11 juillet[1] ou 29 juillet[2] 1931
- Format d'image : Noir et Blanc
- Durée : 7 min (8 min en argentine)[1]
- Musique : Carl W.Stalling
- Langue : (en)
- Pays :  États-Unis
- Fiche imbd : « The Shindig (1930) » (présentation de l'œuvre), sur l'Internet Movie Database

## Commentaires
Les morceaux joués sont Arkansas Traveler, Turkey in the Straw, Pop! Goes the Weasel et Old Folks at Home.